# Halkın Emek Partisi
Die Halkın Emek Partisi (deutsch Arbeitspartei des Volkes; HEP) war eine politische Partei in der Türkei, die von 1990 bis 1993 bestand und ihren Schwerpunkt auf die Lösung der Kurdenfrage legte.

## Geschichte
Am 16. November 1989 wurden die Abgeordneten Kenan Sönmez, İsmail Hakkı Önal, Ahmet Türk, Mehmet Ali Eren, Adnan Ekmen, Mahmut Alınak und Salih Sümer aus der Sosyaldemokrat Halkçı Parti ausgeschlossen, weil sie einen Monat vorher an einer Konferenz des Kurdischen Instituts in Paris zu Menschenrechten und Identität der Kurden Problematik in der Türkei teilgenommen hatten. Parteigenossen, die gegen diesen Ausschluss waren und aus Protest nun selber die SHP verließen, waren Abdullah Baştürk, Ahmet Fehmi Işıklar, Cüneyt Canver, Mehmet Kahraman, Arif Sağ, İlhami Binici, Kemal Anadol, Hüsnü Okçuoğlu, Tevfik Koçak, Kamil Ateşoğlu und Aydın Güven Gürkan. Parteiangehörige in Diyarbakır verließen ebenfalls die Partei.
Mehrere dieser Abgeordneten gründeten am 7. Juni 1990 die HEP. Fehmi Işıklar wurde zum Parteivorsitzenden gewählt, während İbrahim Aksoy Generalsekretär wurde. Am 15. Dezember 1991 wurde Feridun Yazar zum Vorsitzenden gewählt. Dieser wurde am 19. September 1992 von Ahmet Türk abgelöst. Da abzusehen war, dass die HEP bei den Parlamentswahlen im Oktober 1991 die landesweite Sperrklausel von 10 % nicht überschreiten würde, ging die HEP mit der SHP ein Wahlbündnis ein. Auf diese Art konnte die HEP 21 Sitze erringen. Unter den gewählten Abgeordneten waren Politiker wie Hatip Dicle (Diyarbakır), Leyla Zana (Diyarbakır), Ahmet Türk (Mardin), Sırrı Sakık (Muş), Zübeyir Aydar (Siirt) und Orhan Doğan (Şırnak). Nach der Wahl stellten die HEP-Abgeordnete der SHP für den weiteren Verbleib in der Fraktion die Bedingung, dass die SHP für die Rechte der Kurden eintreten solle. Beim Amtseid am 6. November 1991 trug Leyla Zana ein Band in den traditionellen kurdischen Farben Gelb, Grün und Rot um den Kopf. Den Loyalitätseid legte sie, so wie es das Gesetz verlangte, in türkischer Sprache ab, fügte dann aber in kurdischer Sprache hinzu: „Es lebe die türkisch-kurdische Brüderschaft.“ Das sorgte für einen großen Skandal und Protest im Parlament. Als Mahmut Alınak am 26. Dezember 1991 im Parlament sagte, dass zwei unserer Brüder gestorben sind, einer war Soldat, einer PKK-Kämpfer, wurde er gewaltsam vom Rednerpult gezerrt.
Das Parteibündnis mit der SHP hielt nicht lange an. Aufgrund des Skandals beim Amtseid im Parlament von Leyla Zana und Hatip Dicle und den Unruhen bei den Newrozfeierlichkeiten 1992 traten im März 1992 18 Abgeordnete auf Bitten von SHP-Vorsitzenden Erdal İnönü aus der SHP aus und in die HEP ein. Nur Fehmi Işıklar, Adnan Ekmen ve Salih Sümer verblieben in der SHP.
Am 3. Juli 1992 beantragte der Generalstaatsanwalt beim Kassationshof aufgrund des Verstoßes gegen die Unteilbarkeit des Staates und Volkes und aufgrund illegaler Aktivitäten ein Parteiverbot. Im Falle eines Verbotes wurde als Ausweichmöglichkeit am 25. Juni die Özgürlük ve Eşitlik Partisi (ÖZEP, Partei für Freiheit und Gleichberechtigung) gegründet, die aber nur kurze Zeit später mit der HEP fusionierte. Eine weitere Ausweichmöglichkeit war die am 19. Oktober 1992 gegründete Özgürlük ve Demokrasi Partisi (ÖZDEP, Partei für Freiheit und Demokratie), die sich allerdings selbst mit einem Parteiverbot konfrontiert sah. Das Türkische Verfassungsgericht entschied sich am 14. Juli 1993 einstimmig für ein Verbot der HEP und die Aufhebung des Abgeordnetenmandats von Fehmi Işıklar. Die Mandate der 18 Abgeordneten blieben erhalten, weil sie zu der erst kürzlich gegründeten Demokrasi Partisi (DEP, Demokratiepartei) gewechselt waren.

## Standpunkte der HEP
Die Forderungen der HEP waren Schulunterricht in der Muttersprache; eine offene Diskussion der Kurdenproblematik; die Aufhebung des Ausnahmezustandes (OHAL) im Osten; Auflösung der paramilitärischen Einheiten, der Dorfschützer; Aufhebung der Anti-Terror-Gesetze; die Ermöglichung der Rückkehr der umgesiedelten Dorfbevölkerung und ein allgemeines Streikrecht.

## Morde an HEP-Mitgliedern
In den 1990er Jahren nahm die Intensität des Konfliktes zwischen Staat und PKK zu. Neben einer Zunahme an Gefechten unter den bewaffneten Parteien gab es immer mehr Opfer unter der zivilen Bevölkerung. Auch einige HEP-Politiker wurden entführt, gefoltert oder getötet. Am 21. Juni 1991 wurde das HEP-Mitglied und der Funktionär des Menschenrechtsvereins İHD Sıddık Tan in Batman durch unbekannte Täter ermordet. Der aus seiner Wohnung am 5. Juli 1991 entführte Vorsitzende der HEP für die Provinz Diyarbakır, Vedat Aydın wurde am 7. Juli 1991 ermordet und mit Folterspuren außerhalb der Stadt gefunden. Bei seiner Beerdigung schossen die Sicherheitskräfte auf die Teilnehmer. Sieben Menschen wurden getötet und 200 Personen wurden verletzt. Weitere Mordopfer waren: Abdurrahman Söğüt in Nusaybin (16. Juli 1992), Mehmet Emin Narin in Nusaybin (27. Februar 1992), Felemez Güneş in Silvan (19. Juni 1992) der Kreisvorsitzende von Gaziantep Abdulsamet (Abdulsalem) Sakık (3. November 1992), Sait Eren in Diyarbakır (3. November 1992), Rodi Demirkapı in Kovancılar (5. November 1992) und die HEP-Mitglieder Idris Çelik und Yusuf Solmaz in Antalya (1. und 4. Dezember 1992). Die meisten dieser Morde sollen auf das Konto der radikal-islamischen Organisation Hizbullah gehen. Zu den Mitgliedern und Funktionären der HEP, die im Jahre 1993 ermordet wurden, gehörten: Habip Kılıç, Mitglied des Parteiparlaments, er wurde am 2. September 1993 in Batman ermordet, Mehmet Sincar, Abgeordneter für die Provinz Mardin, er wurde zusammen mit dem HEP (DEP) Funktionär Metin Özdemir am 4. September 1993 in Batman ermordet. Im Jahre 1993 wurden auch die HEP-Funktionäre Mehmet Ertan in Batman (21. Januar 1993) und Davut Yalçınkaya in Kızıltepe (10. April 1993) von unerkannten Tätern ermordet. Der in Erzincan am 25. Februar 1993 in Erzincan ermordete Cemal Akar war dort der Vorsitzende der potentiellen Nachfolgepartei ÖZDEP. Laut Human Rights Watch (HRW) wurden 71 Mitglieder und Amtsinhaber der HEP und seiner nachfolgenden Partei (DEP und HADEP) seit 1991 ermordet.

## Quelle
- Mehmet Şahin und Kauffeld: Daten und Fakten zu Kurden und Kurdistan, Verlag Pro Humanitate, Köln 2002, ISBN 3-933884-08-X